# Revólver
Pour les articles homonymes, voir Revolver (homonymie).
Revólver, parfois stylisé RevólveЯ, est un groupe de pop rock espagnol, originaire de Valence. Il est formé et dirigé par le musicien valencien Carlos Goñi. Après son départ de Comité Cisne en 1988, Goñi signe un contrat avec Warner Music en vertu duquel il commence à publier des œuvres de rock américain. Malgré une formation primaire intégrée par Rafael Pico, Sergio Roger et Jorge Lario sur les albums Revólver et Si no hubiera que correr, Goñi lance Revólver comme projet personnel sous forme de pseudonyme pour cacher son vrai nom.

## Biographie

### Débuts (1988–1993)
Le musicien Carlos Goñi quitte le groupe valencien Comité Cisne après une tentative d'en devenir le leader, malgré des divergences musicales entre lui et José Luis Macías : alors que le premier parie sur un son lié au rock américain, Macías préfère approcher la musique britannique. Sans consensus, Goñi quitte le groupe et forme Revólver avec Rafael Picó.
Au début de 1989, Iñigo Zabala, directeur de Warner Music et ancien membre de La Unión, signe Revólver en vue d’enregistrer un premier album. Le premier album du groupe, intitulé Revólver, est enregistré aux studios méditerranéens d'Ibiza et reçoit peu de couverture médiatique. Comme l'explique Goñi : « Cet album montre pour la première fois mes véritables intentions musicales. C'est un album qui s'inspire de Bryan Adams, Bob Seger, Tom Petty, le son de la côte ouest... beaucoup de rock américain en bref et pas la moindre trace de rock anglais issue de mes expériences précédentes. » Cependant, le style ne convient pas à Goñi lui-même, qui critiquera Fernando Sancho le producteur.
Pour l'album qui suit, Si no hubiera que correr, Goñi s'associe de nouveau avec Rafael Pico, Sergio Roger et Jorge Lario, avec qui il l'enregistre dans différents studios à Londres, Zurich et Madrid. L'album, produit par Keith Bessey, se concentre sur le style propre à Revólver envers le rock américain sur des titres tels que Días de vino y rosas et Si no hubiera que correr, et obtient un plus grand succès commercial que son prédécesseur avec environ 20 000 exemplaires vendus.
Après plusieurs semaines de répétitions, sous la direction du guitariste John Parsons et de Mick Glossop à lae production, Goñi enregistre Básico en avril 1993 aux studios Cinearte de Madrid. L'album, que Goñi définit comme « celui qui a le plus façonné mon personnage » et qui fait notamment participer Soledad Giménez, ancien chanteur de Presuntos Implicados, José Manuel Casany, de la Seguridad Social et Rafa Sánchez, de La Unión, consolide Revolver sur la scène musicale espagnole avec des chansons telles que El Rub de tu piel, Dentro de ti et Si es tan solo amor, qui atteignent la liste de los 40 Principales.

### EldoradoetCalle Mayor(1994–1997)
Après le succès de Básico, Carlos Goñi entreprend une tournée nationale avec plus de 200 concerts en un an et demi. Contrairement à sa tournée acoustique précédente donnée dans de petites salles, il donne de plus grands concerts avec le soutien d'un groupe et d'un public de plus en plus large. Quelques mois après la fin de la tournée, il commence à enregistrer son prochain album, El Dorado, aux studios El Cortijo, à Marbella, avec le soutien de Mick Glossop à la production. La forte influence du musicien américain Bruce Springsteen sur des chansons comme El Dorado, Por un beso et Esperando mi tren mène certains médias à le considérer comme « le Bruce Springsteen espagnol,. »
Au cours de la décennie, Goñi commence à écrire des chansons à caractère plus autobiographique, telles que El Dorado, dans lesquelles il raconte l'histoire de ses parents qui poursuivent leurs rêves au détriment de l'éducation de leur fils. Thème également présent dans des chansons telles que El Canal et Cuando todo va bien, de l'album 21 gramos'. En outre, depuis l'enregistrement de la Calle mayor, il approfondit les thèmes sociaux et enregistre de nombreuses chansons critiques avec des thèmes récurrents tels que le racisme - Calle mayor, Rodrigo y Teresa, Mestizo et Manos arriba, entre autres ; la violence des genres avec Lo que Ana ve ; et la guerre - avec Una guerra feliz.
Après la promotion de El Dorado, Goñi déménage à Los Angeles (Californie) pour enregistrer son cinquième album, Calle mayor, publié à l’automne 1996. L’album, que Goñi lui-même définit comme « techniquement le meilleur disque de Revólver : sonne différemment en tout », et fait participer des musiciens internationaux tels que Roy Bittan, claviériste de The E Street Band, et le batteur Kenny Aronoff, ainsi que Mick Glossop à la production. Pendant ce temps, Goñi subit des changements personnels qui ont influencé sa façon de composer. Après sa publication, Promusicae certifie l'album disque de platine.
Après une nouvelle tournée, Goñi propose à son label d’enregistrer un album en Irlande avec Glossop à la production. Néanmoins, Warner Music lui propose de changer les membres de son groupe pour une de musiciens anglais et irlandais. Le résultat, intitulé Básico 2, comprend des versions acoustiques de chansons publiées sur ses deux albums précédents et accompagnées d’une instrumentation de musique celtique, en plus de chansons inédites telles que Besaré el suelo,,.

### Sur,8:30 a.m.etMestizo(2000–2006)

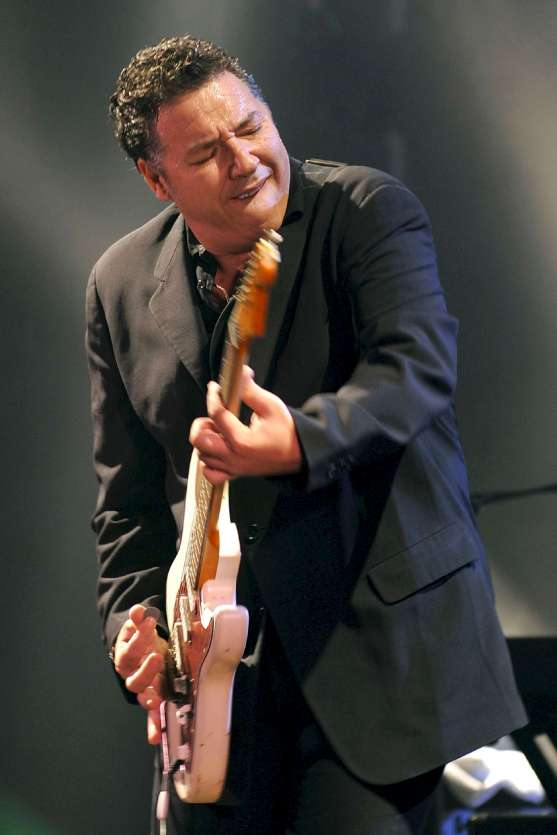
Carlos Goñi, en concert en 2009.

Après une tournée difficile qui s’est terminée en octobre 1998, Goñi décide de faire une pause musicale de deux ans, au cours de laquelle il crée son propre label, Nena Records, et son propre studio d’enregistrement, Estudios Mojave, à L'Eliana, à l'image et à la ressemblance des Groove Master Studios appartenant au musicien Jackson Browne dans lequel il enregistre Calle mayor. À l’automne 2000, il publie Sur, un album qui fait de nouveau participer Mick Glossop à la production. L'album comprend des chansons telles que Tierra baldía.
Son sixième album studio, 8:30 a.m., publié en 2002, suppose un changement de style musical par rapport aux œuvres précédentes, avec des influences de genres tels que le boléro dans le premier single Eso de sabre. Il est le premier album auto-produit par Goñi, et reflète un changement de modèle musical. En outre, il revient sur des questions sociales telles que la violence sexiste sur Lo que Ana ve et l'abandon animal sur Odio.
En commémoration des quinze ans de carrière musicale de Revólver, Warner Music remasterise et réédite les cinq albums studio du groupe accompagnés de morceaux supplémentaires, compilés plus tard sur l'album Rarezas. En parallèle sort Grandes éxitos, la première compilation du groupe, qui comprend deux nouvelles chansons : une reprise de Qué será de José Feliciano, et une reprise espagnole de la chanson Old Time" Rock 'n Roll, popularisée par Bob Seger. 
Plus tard sort Mestizo, un album qui comprend des chansons basées sur une structure de guitare électrique, basse et batterie, ce qui donne un son plus rock et puissant inspiré par Lou Reed, Deep Purple et Dick Wagner. Il atteint la septième place de la liste des meilleures ventes en Espagne, développée par Promusicae

### Nouveaux albums (depuis 2008)
En 2017 sort Capitol, un album enregistré en majeure partie à l'hôtel Capitol de Gran Vía.

## Discographie
- 1990 : Revólver
- 1992 : Si no hubiera que correr
- 1993 : Básico
- 1995 : El Dorado
- 1996 : Calle Mayor
- 1997 : Básico 2
- 2000 : Sur
- 2002 : 8:30 a.m.
- 2002 : Rarezas
- 2002 : Grandes éxitos
- 2004 : Mestizo
- 2006 : Básico 3
- 2008 : 21 Gramos
- 2010 : Que veinte años no es nada
- 2011 : Argán
- 2013 : Enjoy
- 2015 : Babilonia
- 2017 : Capitol